# エミィ賞グランプリ
エミィ賞グランプリ（えみぃしょうぐらんぷり、Emi Awards）は、才能を惜しまれつつ世を去ったコメディ女優の牧野エミの業績を記念し、優秀なコメディエンヌ（1名）を選び表彰して讃える賞である。毎年、エミィ賞に応募したコメディ女優を対象に選考され、優勝者には金のエミィ像と副賞が授与される。

## 概要
原則的にコメディ女優を対象とした賞であり、選考対象は牧野エミに比肩するような「スタイリッシュで面白い女優」とされている。
受賞者には、エミィ像と呼ばれる牧野エミを模した彫像と副賞を贈られる。また、個人に贈られるエミィ賞とは別に作品賞もあり、作品賞の受賞者には銀のエミィ像のみが授与される。（作品賞は2018年以降なし）　会場では、審査員の審査とともに観客による投票が行われ、授賞式が行われる。
なお、大会の実行委員長は、牧野エミと劇団「売名行為」や劇団MOTHERを結成し、演劇活動を共にした升毅が務めている。

## 沿革
エミィ賞グランプリは、もともと2016年（平成28年）に行われた牧野エミの追悼イベント「エミちゃん祭り」から１コーナーとして始まった（優勝者は演劇ユニット:スイス銀行）。
厳密に言えば、エミィ賞の第１回は「エミちゃん祭り」の賞レース部分が独立したものである。翌2017年以降のエミィ賞グランプリは、区別のためタイトルのあとに年号が付されている。また2020年（令和2年）11月現在、「エミちゃん祭り」は、エミィ賞グランプリ授賞式の前日に行われており、エミィ賞授賞式の前夜祭的な性格を帯びたトークイベントとして催されている。両方のイベントをまとめて「エミフェス」と呼ぶこともある。
2022年は休止（延期）されたが、2023年は開催されている。

## 選考
一次選考は審査員による投票、本選は、審査員とともに観客による投票が行われ、所定の賞を授与される。

### 応募資格
原則として20歳から、牧野エミが死去した年齢である53歳までの女優を対象としている。
『コメディ力』『演技力』があるだけでなく『品性』がある事が大きく問われる。

### 本選審査委員
本選での審査をする審査委員には、エミィ賞実行委員以外にも多彩なゲストが参加している。
| 第1回 | 2017年 | 升毅（実行委員長）、Ｇ２、東野ひろあき、わかぎゑふ、後藤ひろひと、松尾貴史、竹内伸治（YTV）、 山村啓介（ABCホール前艦長）、武田浩治（MBS）、鐘江 稔（MBS企画）、藪内知利（ぴあ）     |
| 第2回 | 2018年 | 升毅（実行委員長）、竹内伸治（YTV）、 山村啓介（ABCホール前艦長）、武田浩治（MBS）、鐘江 稔（MBS企画）、藪内知利（ぴあ）                                                             |
| 第3回 | 2019年 | 升毅（実行委員長）、竹内伸治（YTV）、武田浩治（MBS）、鐘江 稔（映像クリエイター）、 木村好克（映画監督）、 藪内知利（ぴあ）、加美幸伸（FMCOCOLO DJ）、碇慎太郎（ジェイコムウエスト） |
| 第4回 | 2020年 | 升毅（実行委員長）、武田浩治（MBS）、鐘江 稔（映像クリエイター）、木村好克（映画監督）、 藪内知利（ぴあ）、加美幸伸（FMCOCOLO DJ）、久野麻子（スイス銀行 女優）                      |
| 第5回 | 2021年 | 升毅（実行委員長）、川下大洋、竹内伸治（YTV）、武田浩治（MBS）、鐘江 稔（映像クリエイター）、 木村好克（映画監督）、藪内知利（ぴあ）、加美幸伸（FMCOCOLO DJ）、生田朗子              |
| 第6回 | 2023年 | 升毅（実行委員長）、土田英生（劇作家・演出家/MONO代表）、茂山千之丞（大蔵流狂言師）、 星璃（劇団Patch）、三船美佳（俳優）、たくませいこ（2017No.1コメディエンヌ）                    |
| 第7回 | 2024年 | 升毅（実行委員長）、土田英生（MONO）、石原正一（俳優）、 岡部尚子（劇作家・演出家/空晴座長）、三船美佳（俳優）、たくませいこ（2017No.1コメディエンヌ）                               |

### 歴代授賞式司会者
| 回 | 授賞式開催日                      | 司会者（男性）                       | 司会者（女性）             |
| -- | --------------------------------- | ------------------------------------ | -------------------------- |
| 1  | 2017年（平成29年） 11月20日（月） | 川下大洋、コング桑田                 | 武内由紀子                 |
| 2  | 2018年（平成30年） 11月26日（月） | 川下大洋、コング桑田、ますもとたくや | 久野麻子                   |
| 3  | 2019年（令和元年） 11月18日（月） | 川下大洋、ますもとたくや             | たくませいこ               |
| 4  | 2020年（令和2年） 11月16日（月）  | 川下大洋、ますもとたくや             | たくませいこ、杉野叶依     |
| 5  | 2021年（令和3年） 11月15日（月）  | 川下大洋、ますもとたくや             | たくませいこ、アサヌマ理紗 |
| 6  | 2023年（令和5年） 11月20日（月）  | 上田剛彦（ABCアナウンサー）          |                            |
| 7  | 2024年（令和6年） 11月18日（月）  | 上田剛彦（ABCテレビ）                |                            |

## 種類
賞は女優個人に授与されるエミィ賞と、個人もしくは団体に与えられる作品賞とに分かれている。（2018年より女優個人のみとなる）

### 副賞
| 第1回 | 2017年 | 大田王2018年の公演への出演権 |
| 第2回 | 2018年 | 賞金10万円 |
| 第3回 | 2019年 | 升毅プレゼンツ 佐々部清監督作品出演権 演劇専門マガジン「ステージぴあ関西版」誌面及び「びあ関西web」で紹介 「ジェイコムウエスト」の番組で紹介                                                                           |
| 第4回 | 2020年 | 升毅プレゼンツ「FMCOCOLO」ラジオドラマ出演権 演劇専門マガジン「ステージぴあ関西版」誌面及び「びあ関西web」で紹介 「FMCOCOLO」加美幸伸さんの番組で紹介 「ジェイコムウエスト」の番組で紹介                               |
| 第5回 | 2021年 | 升毅プレゼンツ 演劇専門マガジン「ステージぴあ関西版」誌面及び「びあ関西web」で紹介 「FMCOCOLO」加美幸伸さんの番組で紹介                                                                                                |
| 第6回 | 2023年 | 升毅プレゼンツ 野村展代監督作品の共演権(2024年撮影予定) プロダクション銀次制作作品の出演権 「ぴあ関西」『ステージぴあ関西版』紙面及び「ぴあ関西web」で紹介 「FM COCOLO」「THE MAGNIFICENT FRIDAY」加美幸伸が番組で紹介 |
| 第7回 | 2024年 | 升毅プレゼンツ 「ぴあ関西」『ステージぴあ関西版』紙面及び「ぴあ関西web」で紹介 「FM COCOLO」「THE MAGNIFICENT FRIDAY」加美幸伸が番組で紹介                                                                             |

## 歴代受賞者
| 回    | 開催年 | 部門                      | 受賞作・受賞者                    |
| ----- | ------ | ------------------------- | --------------------------------- |
| 第0回 | 2016年 | 優勝 コメンテーター特別賞 | スイス銀行 かまとと小町           |
| 第1回 | 2017年 | No.1コメディエンヌ 作品賞 | たくませいこ それはそれシスターズ |
| 第2回 | 2018年 | No.1コメディエンヌ        | 杉野叶依                          |
| 第3回 | 2019年 | No.1コメディエンヌ        | 川久保晴                          |
| 第4回 | 2020年 | No.1コメディエンヌ        | アサヌマ理紗（G-STAR.PRO）        |
| 第5回 | 2021年 | No.1コメディエンヌ        | 西原希蓉美                        |
| 第6回 | 2023年 | No.1コメディエンヌ        | 福田恵（レトルト内閣）            |
| 第7回 | 2024年 | No.1コメディエンヌ        | 明穂（喜劇結社バキュン！ズ）      |

### 本選の出場者
- 第1回（2017年） - たくませいこ、田川徳子、ユニット美人、堀川絵美、それはそれシスターズ、DelicateZone[5]
- 第2回（2018年） - 杉野叶依、ミセスマキエ、川久保晴、西原希蓉美、あがぺる、紙本明子[5]
- 第3回（2019年） - 川久保晴、和泉、関森絵美、西原希蓉美、アサヌマ理紗、もえりーぬ[5]
- 第4回（2020年） - ほっぺふき子、もりとみ舞、島田珠代、西原希蓉美、もえりーぬ、アサヌマ理紗[6]
- 第5回（2021年） - 生井みづき、小林ゆう、西原希蓉美、嘉納みなこ、ぷりん亭芽りん、もえりーぬ
- 第6回（2023年） - 福田恵、七味まゆ味、延命聡子、近藤夏子、澤井里依、三原悠里
- 第7回（2024年） - 西山ともか、廣田彩、吉田真知子、三原悠里、延命聡子、明穂